# تاكاشي كاناي
تاكاشي كاناي (باليابانية: 金井 貢史) (5 فبراير 1990 في طوكيو في اليابان – )؛ هو لاعب كرة قدم ياباني سابق كان يلعب كمدافع.

## وصلات خارجية
- تاكاشي كاناي على موقع الاتحاد الدولي (مؤرشف)  (الإنجليزية)
- تاكاشي كاناي على موقع رابطة كرة القدم اليابانية للمحترفين (اليابانية)
- تاكاشي كاناي على موقع قاعدة بيانات كرة القدم.إي يو (الإنجليزية)
- تاكاشي كاناي على موقع Soccerbase.com (لاعب) (الإنجليزية)
- تاكاشي كاناي على موقع Soccerway.com (الإنجليزية)
- تاكاشي كاناي على موقع عالم كرة القدم.نت (الإنجليزية)
- تاكاشي كاناي على موقع كووورة